# Ågot Valle
Ågot Jorunn Valle (* 26. Mai 1945 in Levanger) ist eine norwegische Politikerin der Sozialistischen Linkspartei (SV). Sie war von 1997 bis 2009 Mitglied im norwegischen Parlament Storting und dort von 2001 bis 2005 Präsidentin des Odelstings.
Valle wurde als Tochter von Jarle Valle (1908–1960) und Charlotte Lea (1914–2004) geboren. Sie besuchte bis 1967 eine staatliche Schule für Physiotherapie. Ab 1968 arbeitete sie als Physiotherapeutin in verschiedenen Instituten. Sie begann in den 1970ern, sich in der Kommunalpolitik zu engagieren und zog 1979 erstmals in das Fylkesting von Hordaland, das Provinzparlament, ein. Von hier wechselte sie 1997 in das Storting. Dort war sie drei Wahlperioden lang bis 2009 für die Provinz Hordaland vertreten. Valle war von 1997 bis 2001 stellvertretende Vorsitzende des Ausschusses für Familie, Kultur und Verwaltung. Von 2001 bis 2005 war Valle Präsidentin des Odelstings, einer von zwei Kammern des Stortings. Zudem saß sie dem Ausschuss für Verfassungsfragen vor. Von 2005 bis 2009 war sie Mitglied des Ausschusses für Auswärtige Angelegenheiten. Sie ist als entschiedene EU-Gegnerin bekannt.
Valle wurde für die Amtszeit 2009–2014 vom norwegischen Parlament als Mitglied des Komitees zur Vergabe des Friedensnobelpreises bestimmt.